# 9722 Levi-Montalcini
9722 Levi-Montalcini è un asteroide della fascia principale. Scoperto nel 1981, presenta un'orbita caratterizzata da un semiasse maggiore pari a 2,4077763 au e da un'eccentricità di 0,1773056, inclinata di 1,24425° rispetto all'eclittica.
L'asteroide era stato inizialmente battezzato 9722 Montalcini per poi essere corretto nella denominazione attuale.
L'asteroide è dedicato al Premio Nobel per la medicina, Rita Levi-Montalcini.